# Cecil B. Leeson
Cecil B. Leeson (Cando, 16 december 1902 – 17 april 1989) was een Amerikaans componist, muziekpedagoog, musicoloog en saxofoonvirtuoos. 

## Levensloop
Leeson vertrok met zijn ouders al spoedig naar Arizona. Alhoewel hij op 17-jarige leeftijd leerde het saxofoon te bespelen, studeerde hij aanvankelijk technische en mechanische Ingenieurswetenschappen aan het Arizona Normal College, nu: Arizona State University. Door plaatopnames met de saxofonist Rudy Wiedoeft raakte hij zeer geïnteresseerd in het instrument saxofoon. Met een financiële steun kon hij vanaf september 1921 aan het Dana’s Musical Institute in Warren studeren. Met zijn inschrijving in dat jaar initieerde hij een carrière als concert solist op een instrument, dat voorheen vooral geassocieerd werd met harmonieorkesten en militaire muziekkapellen, vaudeville en de opkomende jazz-beweging. Hij studeerde verder aan het Chicago Musical College en behaalde zijn diploma's. Aldaar promoveerde hij als Doctor of Fine Arts in augustus 1955 met de proefschrift The Basis of Saxophone Tone Production: A Critical and Analytical Study. 
In 1925 verzorgde hij al een recital in Arizona. In 1937 trad hij als eerste solist aan het saxofoon op in de Town Hall in New York met de componist Paul Creston aan de piano. Verder was hij een van de eerste solisten die optredens verzorgden met een begeleidend symfonieorkest onder anderen trad hij op met het New York Philharmonic, het Rochester Philharmonic en het Montreal Symphony Orchestra. Hij was ook solist bij de eerste uitvoering van het saxofoonconcert van Aleksandr Glazoenov in de Verenigde Staten met het Rochester Philharmonic Orchestra onder leiding van José Iturbi. 
Van 1955 tot 1961 was hij docent voor saxofoon aan de Northwestern-universiteit in Evanston. Vanaf 1961 doceerde hij aan de Ball State University in Muncie en werd aldaar in 1971 benoemd tot hoofd van de houtblazersafdeling. In 1977 ging hij met pensioen. Verder doceerde hij aan een eigen muziekschool in de Cleveland Carnegie Hall en als directeur van het Hollywood Conservatory of Music in Californië.
Ook met zijn voordrachten en publicaties heeft hij zich enorm voor de legitimatie van het saxofoon als volwaardig solo-instrument ingezet. Daarnaast was hij een verzamelaar van originele instrumenten gebouwd door Adolphe Sax en andere saxofoonbouwers, die in het America's National Music Museum aan de Universiteit van South Dakota in Vermillion worden bewaard. 
Meer dan 50 werken voor saxofoon werden door bekende componisten zoals Leon Stein (Trio concertante voor viool, altsaxofoon en piano; Quintet voor saxofoon en strijkkwartet), Edvard Moritz (Sonata voor altsaxofoon en piano, op. 96; Quintet, voor saxofoon en strijkkwartet, op. 99; Sonata nr. 2 voor altsaxofoon en piano, op. 103), Lawson Lunde (Sonata nr. 1, opus 12 Sonata (nr. 2), voor altsaxofoon en piano, op. 20), Ferde Grofé, Burnet Corwin Tuthill (Sonata voor altsaxofoon en piano, op. 20), Jaromir Weinberger (Concert, voor altsaxofoon en orkest) en vooral Paul Creston (Suite, op. 6; Sonata voor altsaxofoon en piano, op. 19; Concert voor altsaxofoon en orkest op. 26) voor hem gecomponeerd. 
Naast taalrijke klassieke werken, die hij voor zijn instrument gearrangeerd of ingericht heeft, schreef hij ook eigen werk zoals het Concert voor altsaxofoon en strijkorkest, Concertino, voor altsaxofoon en harmonieorkest (1957) en de Sonate nr. 1, voor altsaxofoon en piano (1984).

## Publicaties
- The Basis of Saxophone Tone Production: A Critical and Analytical Study. D.F.A. Dissertation, Chicago Musical College, 1955. - Muncie (Indiana): Enchanté Enterprises, 1978. 105 p.
- The saxophone comes of age, voordracht tijdens de Conferentie van de National School Band Association in Chicago (Illinois).